# 阿拉木圖1站
阿拉木圖1站（羅馬化：Almaty-1）是哈薩克斯坦第一大城阿拉木圖的鐵路車站，為阿拉木圖兩座主要鐵路車站之一，由哈萨克斯坦国家铁路管理。該站始建於1929年，並於1969年至1975年間重建。